# Filovia Torino-Chieri
La filovia Torino-Chieri era una linea filoviaria che collegava Chieri con Torino (capolinea in piazza Vittorio Veneto), percorrendo corso Chieri poi per Pino Torinese e infine Chieri.

## Storia
La linea venne attivata il 4 novembre 1951 in sostituzione di una precedente autolinea, ed esercita dalla società Autoindustriale Vigo.
La linea, lunga 16,2 km, attraversava un paesaggio collinare con forti pendenze, e toccava l'altitudine massima presso la Sella di Pino Torinese (506 m s.l.m.), per poi ridiscendere verso Chieri. Il traffico, dato il carattere suburbano della zona, era molto intenso sulla strada.
A partire dal 1976 il servizio filoviario, ormai insufficiente, venne integrato da corse automobilistiche.
Il 23 dicembre 1979 la linea passò alla società ATM, che soppresse l'esercizio filoviario mantenendo solo quello automobilistico.
La linea 30 di bus esistente ad oggi segue lo stesso percorso della filovia storica.

## Veicoli
Il parco constava di 11 vetture tipo Fiat 668F/111, con carrozzeria Viberti ed equipaggiamento elettrico TIBB.
Nel 1978 fu provato, nell'ambito di un programma di ammodernamento del trasporto pubblico piemontese, un filobus Volvo di quelli appena acquistati dalla filovia Rimini-Riccione.